# Испанская готика
Испанская готика — период и стиль в архитектуре Испании, имеющий отличия от готики других стран.
Испанская готика имеет отличительные черты, как то влияние мавританского искусства и пёстрое смешение стилей. В период XII-XIII веков продолжалась Реконкиста — затяжная война с маврами на Пиренейском полуострове. До этого в Испании господствовал романский стиль, а предшествовал ему астурийский (протороманский) стиль. Готика распространялась по Испании неравномерно: так, например, в Кастилии готическое искусство появились уже в тринадцатом веке, в Каталонии — в четырнадцатом-пятнадцатом веках, а в Андалусию она проникла только во второй половине пятнадцатого века.
Испанская готика выражалась преимущественно в строительстве соборов, в меньшей степени в архитектуре замков и общественных зданий. В отличие от французской готики, для испанской готики было характерно нарушение конструктивной логики здания — часто задуманные в соответствии с французскими образцами, здания оставались недостроенными. Позднее они достраивались и перестраивались без конкретного плана, обрастая капеллами и сакристиями, вследствие чего здания теряли вертикальную устремлённость.
Отличалось от французского и внутреннее убранство соборов. В условиях жаркого климата делались узкие окна, и внутри царил полумрак. Там, где обычно в соборах был хор, здесь размещали капеллу, обнесенную стеной. Сзади размещался алтарь и ретабло (заалтарный образ). 
В Каталонии сложился свой вариант готики. Сооружения в Каталонии отличаются большей пространственной свободой, широтой плана, преобладанием спокойных горизонтальных линий. Вместо острых готических крыш — плоские покрытия по уступам. Аркбутаны и контрфорсы не выступают наружу, а часто спрятаны внутрь.
Сочетание испанской готики и мавританского стиля, доставшегося в отвоёванных в ходе Реконкисты землях, породило уникальный испанский архитектурный стиль мудехар, который позднее испытал влияние архитектуры Ренессанса.

## Последовательность готических стилей в Испании
Определением стилей в испанской готической архитектуры заключаются в следующем. Даты являются приблизительными.
- Ранняя готика (XII век)
- Высокая готика (XIII век)
- Мудехар (XIII-XV век)
- Левантино (XIV век)
- Flamboyant / поздняя готика (XV век)
- Исабелино (XV век)

## Произведения
- Собор в Леоне (начат в 1303), близок французским соборам.
- Собор в Бургосе (1221—1567).
- Толедский собор (1227—1493).
- Собор Санта-Мария дель Мар в Барселоне (1317-15 век)
- Собор в Севилье, 16 век.
- Собор Святого Креста и Святой Евлалии в Барселоне (1298-1420 год)